# Nivernais
Nivernais är en historisk region i mellersta Frankrike ungefär motsvarande dagens Nièvre. Huvudstad var Nevers.